# اوه دكتور!
اوه دكتور! (بالإنجليزية:Oh Doctor!) هو فيلم أمريكي كوميدي صامت قصير بطولة وإخراج روسكو "فاتي" آرباكل.

## طاقم التمثيل
- روسكو "فاتي" آرباكل
- باستر كيتون
- آل سانت جون
- أليس مان
- أليس ليك

## وصلات خارجية
- اوه دكتور! على موقع IMDb (الإنجليزية)
- اوه دكتور! على موقع قاعدة بيانات الأفلام العربية
- اوه دكتور! على موقع ألو سيني (الفرنسية)
- اوه دكتور! على موقع قاعدة بيانات الفيلم (الإنجليزية)
- اوه دكتور! على موقع ليتربوكسد (الإنجليزية)
- اوه دكتور! على موقع كينوبويسك (الروسية)
- Oh Doctor! on يوتيوب